# 阿波罗与雅辛托斯
《阿波罗与雅辛托斯》（拉丁語：Apollo et Hyacinthus），作品號K. 38，是一部由沃尔夫冈·阿马德乌斯·莫扎特创作的歌剧，作于1767年。莫扎特当时只有11岁。由于一些研究者认为《第一诫的义务》只是一部清唱剧，因而这部歌剧依照这种观点就应该是莫扎特第一部真正的歌剧作品。整剧分为三幕。故事情节取材于古罗马诗人奥维德在《变形记》中所记述的希腊神话故事。为了更好地诠释作品，鲁菲努斯·韦德（德語：Rufinus Widl）以拉丁语编写了本剧的剧本。

## 历史
在欧洲巡演获得极大成功后，莫扎特回到家乡受到本笃大学（今萨尔茨堡大学）委托为之创作一部作品。莫扎特的父亲，利奥波德，在这所学校中小有名气，他的学生中有一批人就读于这所大学的附属学校。戏剧在这所大学的课程中占有很大的分量。
莫扎特首次造访这所学校是在1761年9月1日，当时只有5岁的他作为临时演员出演了雅各布·安东·威默与约翰·恩斯特·埃贝林排演的拉丁语歌剧《匈牙利王西吉斯蒙德》（拉丁語：Sigismundes Hungariae Rex.）。尽管莫扎特是这所学校的常客，但他却从未正式就读过该校。
《阿波罗与雅辛托斯》只是那个学年末的“年终剧”的一部分，而且在完成后一直没有正式的名称。莫扎特去世后，他的姐姐安娜·玛丽亚·莫扎特才将这部作品列入利奥波德编制的莫扎特早期作品目录中，并给这部作品赋以《阿波罗与雅辛托斯》这个名字。萨尔茨堡大学当时在表演大型戏剧时有一个传统，即在幕间插入音乐短剧。《阿波罗与雅辛托斯》正是鲁菲努斯·韦德担当编剧的五幕悲剧《仁慈的克羅伊斯》（拉丁語：Clementia Croesi）的幕间短剧。主体作品与莫扎特所写的部分都由韦德设计，有共同的动机与主题。韦德的悲剧以吕底亚王之子因飞来的长矛意外身亡作结。莫扎特的作品与这个主题并行，以欧里庇得斯讲的一段故事开头。在原本的神话故事中，阿波罗在掷铁饼时意外地杀死了情人雅辛托斯。这个铁饼是在阿波罗的情敌仄费罗斯的怂恿下投出的，他嫉妒于二人的亲密关系。沉浸于悲伤中的阿波罗运用神力令雅辛托斯的墓边开起了美丽的风信子。鲁菲努斯神父沿用了这个故事的基本框架，但移除可能在当时引起争议的同性间三角恋主题。他在故事中又添了两个角色：雅辛托斯的父亲俄巴洛斯和姐姐墨利亚 ，来作为阿波罗的爱与仄费罗斯嫉妒的渊源。这齣歌剧获得极大成功，但在作曲家生前仅演出过一次。
这部剧只是一部更为庞大的作品中的一小部分。这一点引起有关其是否能称作是莫扎特第一部“歌剧作品”的争论。但由于这部作品具有明确的结构：其中包含五段咏叹调、两段二重唱、一段合唱以及一段合唱，其间以宣叙调连接，因而许多历史学家认为这部作品应该归为歌剧。

## 出场角色
| 角色         | 类型           | 首演演员          |
| ------------ | -------------- | ----------------- |
| 俄巴洛斯     | 男高音         | 马蒂亚斯·施泰德   |
| 墨利亚       | 童声高音       | 费利克斯· 富克斯  |
| 雅辛托斯     | 童声高音       | 克里斯蒂安·恩青格 |
| 阿波罗       | 童声低音       | 约翰·恩斯特       |
| 仄费罗斯     | 童声低音       | 约瑟夫·封德顿     |
| 阿波罗祭司甲 | 男低音（存疑） | 约瑟夫·布伦德     |
| 阿波罗祭司乙 | 男低音（存疑） | 雅各布·莫泽       |

## 剧情梗概

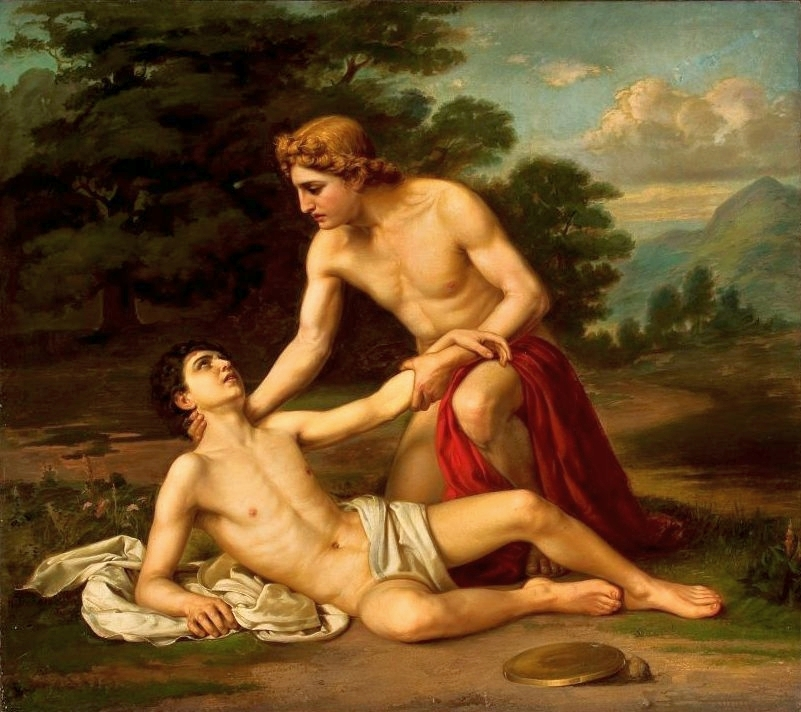
亚历山大·基谢廖夫绘制的雅辛托斯之死

### 第一幕
在序曲后，雅辛托斯上场向仄费罗斯申明年轻人对于阿波罗的敬慕，仄费罗斯对此表示嫉妒。接着俄巴洛斯王与墨利亚出现在祭台，那里有他们为阿波罗准备的供品。突然风暴袭来，雷电交加，祭台也被吹毁。俄巴洛斯的儿子对他说他们确实没有做激怒阿波罗的事情。在序幕末尾，阿波罗出场，化装为牧羊人。他被朱庇特的放逐，然后向俄巴洛斯示好。俄巴洛斯接纳了他。不久，阿波罗与墨利亚互生情愫。阿波罗让墨利亚证明她的爱。

### 第二幕
俄巴洛斯告诉墨利亚阿波罗对她也有爱意。墨利亚非常高兴。但此时，仄费罗斯突然出场，带来了阿波罗掷出的铁饼击中雅辛托斯头的噩耗。激怒中的俄巴洛斯放逐了阿波罗。仄费罗斯一边向观众忏悔他的罪责，一边忠实地执行着俄巴洛斯的命令，然后开始了对于墨利亚的追求，但墨利亚对此不屑一顾。在他向墨利亚发起攻势时，阿波罗出场申明他的清白，并将仄费罗斯化作了一阵风。但墨利亚仍然认为是阿波罗杀死她的弟弟，并开始拒绝阿波罗的示好。

### 第三幕
在最后一幕开头，弥留之际的雅辛托斯向父亲说清了他的死因。俄巴洛斯这才意识到是仄费罗斯的错。当墨利亚再次上场时告诉他的父亲她在知道真相前拒绝了阿波罗。俄巴洛斯与墨利亚沉浸于悲伤之中。之后阿波罗再度出场，并说是爱让他重回墨利亚的身边。雅辛托斯的墓边开启美丽的花朵。阿波罗与墨利亚订婚。阿波罗向国王保证这个国家在他的庇佑下会永远繁荣下去。

## 音乐特色
这部作品中的绝大多数咏叹调都是以角色当时的感情状态作为其主干。它们中绝大多数是带反复的咏叹调，即在与之形成对比的B段后，再重复一次A段。然而莫扎特有时会去掉这个反复，例如序幕结尾阿波罗一段比较短的E大调咏叹调就是以器乐间奏作结，演员没有再唱这一段的台词。这部歌剧最令人印象深刻的部分可能是几个角色一齐演唱的唱段。这些唱段展现了当时只有11岁的莫扎特能够熟练掌握18世纪音乐作曲技巧。比如令人动情的俄巴洛斯与墨利亚的二重唱就使用了当时时兴的每节旋律各异的作曲风格，营造了令人沉醉的器乐效果，比如当小提琴停止演奏时，弦乐其他部分成员则在拨弦。在这段之前是雅辛托斯在他父亲面前死亡的场景。这个唱段展现了音乐的戏剧功能，同时还是莫扎特第一次在宣叙调中使用乐队伴奏。

### 參照
1. ↑  Kenyon, Nicholas. . New York: Pegasus Books. 2006: 287. ISBN 1-933648-23-6 （英语）.
2. ↑  Cairns, David. . London: Penguin Books. 2006: 24. ISBN 0-14-029674-3 （英语）.
3. ↑  Angermüller, Rudolph. . New York: Rizzoli. 1988: 15–17 （英语）.
4. ↑  Eisen, Cliff; Keefe, Simon P. . Cambridge: Cambridge UP. 2006 （英语）.
5. ↑  Osborne, Charles. . New York: Atheneum. 1978 （英语）.